# Coacherna
Coacherna är en svensk dramakomediserie från 2012 som visas i Sveriges Television, med Vanna Rosenberg, Cecilia Frode och Lena Endre i huvudrollerna. Även Reine Brynolfsson, Reuben Sallmander, Jonas Malmsjö, Julia Dufvenius, Thomas Hanzon, Andrea Edwards, Annika Hallin, Christer Fant, Philip Zandén, Thomas W. Gabrielsson, Karl Linnertorp medverkar. 
Serien är skriven av Charlotte Orwin och Josefin Johansson och regisseras av Andrea Östlund.

## Handling
Sjuksköterskan Carina (Lena Endre) omskolar sig till livscoach efter att ha blivit utbränd. Hon startar en livscoachningsbyrå tillsammans med den före detta modellen och nagelskulptrisen Nathalie (Cecilia Frode) och den New Age-troende Zelda (Vanna Rosenberg).